# 绢毛苣
绢毛苣（学名：Soroseris glomerata）为菊科绢毛苣属的植物。分布在印度、锡金、尼泊尔以及中国大陆的四川、云南、西藏等地，生长于海拔3,200米至5,600米的地区，多生长在高山流石滩和高山草甸，目前尚未由人工引种栽培。

## 异名
- Soroseris rosularis (Diels) Stebb.